# Oscar Isaac
Oscar Isaac (születési nevén Óscar Isaac Hernández Estrada) (Guatemalaváros, 1979. március 9. –) Golden Globe-díjas guatemalai származású amerikai színész és zenész.
Ismertebb filmjei a Llewyn Davis világa (2013), amelyért Golden Globe-díjra jelölték, az Egy durva év (2014) és az Ex Machina (2015).
Ő játszotta Poe Dameron pilótát a Star Wars VII. rész – Az ébredő Erőben (2015), valamint az azt követő két Csillagok-háborúja epizódban,  a címszereplő főgonosz Apokalipszist a kilencedik X-Men-filmben, az X-Men: Apokalipszisben (2016), valamint Nick Wasicsko politikust az HBO 2015-ös minisorozatában, a Mutassatok egy hőst!-ben, amelyért 2016-ban megkapta a Golden Globe-díjat.

## Fiatalkora
Óscar Isaac Hernández Estrada Guatemalában született, anyja, María Eugenia Estrada Nicolle guatemalai, tüdőgyógyász apja, Óscar Gonzalo Hernández-Cano kubai. Anyai nagyapja francia. Isaac a floridai Miamiban nőtt föl. Evangélikus protestáns neveltetéséről azt mondta, „nagyon keresztyén” volt. Miamiben saját együttese, a Blinking Underdogs énekese és gitárosa volt. Zenészéveiben a „straight edge” életstílust követte.
Isaac szeretett rendetlenkedni a magániskolában, ahova járt: „Bekapcsoltam a tűzoltókészüléket a tornateremben, megrongáltam a falra festett képeket, csak hülyeségek” – mondta egy interjúban. Szerette gyerektársait megnevettetni. Egyszer a tanárnak kartonnal le kellett választania asztalát a többiektől. Végül kirúgták.
Isaac New Yorkban a Juilliardon végzett, ahol a drámaosztály 34-es csoportjának volt tagja (2001–2005).

## Pályafutása
Isaac megkapta az Ausztrál Filmintézet legjobb mellékszereplőnek járó díját 2009-ben a Balibóban nyújtott alakításáért mint José Ramos-Horta.
Első fontosabb filmszerepe József volt A születésben Keisha Castle-Hughes mellett. Kisebb szerepeket játszott a Nyeretlenekben és a Gerillában, a Che második részében. Isaac játszotta János királyt a 2010-es Robin Hoodban, majd ugyanabban az évben biztonsági őrként szerepelt a Madonna rendezte W.E.-ben, amelyet 2011 szeptemberében mutattak be. Ugyanakkor jelent meg a Drive – Gázt!, Isaac egy másik filmje. Szerepelt az Újra együttben, amelyben zenészt játszott és előadta Never Had című saját dalát. A Never Had és a You Ain’t Going Nowhere szerepeltek a film filmzenealbumán.
Szerepelt az Esküdt ellenségek: Bűnös szándék című televíziós sorozatban. Játszott a Public Theatre két Shakespeare in the Park-előadásában: a Rómeó és Júliában és A két veronai nemesben.
2013-ban a Llewyn Davis világa címszerepében volt látható, amelyet a Coen testvérek írtak és rendeztek. A Greenwich Village-ben 1961-ben játszódó történetben Isaac egy tehetséges, de sikertelen folkénekest játszott. A film elnyerta a 2013-as cannes-i fesztivál Nagydíját. A szerepért Isaacot jelölték a legjobb férfi főszereplő Golden Globe-díjára (zenés film vagy vígjáték). Isaac vette át Javier Bardem szerepét Jessica Chastain és J. C. Chandor mellett az Egy durva évben (2014).
Isaac 2015-ben Nathant játszotta az Ex Machina című sci-fiben, valamint Poe Dameron X-szárnyú-pilótát a Star Wars VII. rész – Az ébredő Erőben. Ő adta a szereplő hangját a Disney Infinity 3.0 videójátékban.
2014. november 24-én jelentették be, hogy Isaac fogja játszani az X-Men: Apokalipszis címszereplő gonoszát, mely filmet 2016. május 27-én mutatják be. Szintén 2016-ban kerül a mozikba Az ígéret, amelyben Christian Bale-lel szerepel.

## Filmográfia

### Film
| Év   | Magyar cím                             | Eredeti cím                         | Szerep                                 | Magyar hang       |
| ---- | -------------------------------------- | ----------------------------------- | -------------------------------------- | ----------------- |
| 1998 |                                        | Illtown                             | medencés fiú                           |                   |
| 2002 | Nyeretlenek                            | All About the Benjamins             | Francesco/Frank                        | Moser Károly      |
| 2004 | Lenny, a csodakutya                    | Lenny the Wonder Dog                | Fartman nyomozó                        |                   |
| 2006 | Plutónium                              | Pu-239                              | Shiv                                   | Karácsonyi Zoltán |
| 2006 | A születés                             | The Nativity Story                  | Szent József                           |                   |
| 2007 | Szemvillanás alatt                     | The Life Before Her Eyes            | Marcus                                 | Sörös Miklós      |
| 2008 | Che – Az argentin                      | Che                                 | tolmács                                |                   |
| 2008 | Hazugságok hálója                      | Body of Lies                        | Bassam                                 | Janicsek Péter    |
| 2009 | Agora                                  | Agora                               | Orestes                                | Papp Dániel       |
| 2009 | Balibo                                 | Balibo                              | José Ramos-Horta                       | Fenyő Iván        |
| 2010 | Robin Hood                             | Robin Hood                          | János, Anglia királya                  | Nagy Ervin        |
| 2011 | Álomháború                             | Sucker Punch                        | Blue Jones                             | Fenyő Iván        |
| 2011 | W.E. – Országomat egy nőért            | W.E.                                | Jevgenyij                              | Pálmai Szabolcs   |
| 2011 | Újra Együtt                            | 10 Years                            | Reeves                                 | Pál András        |
| 2011 | Drive – Gázt!                          | Drive                               | Standard Gabriel                       | Dolmány Attila    |
| 2012 |                                        | Cristiada                           | Victoriano "El Catorce" Ramírez        |                   |
| 2012 |                                        | Revenge for Jolly!                  | Cecil                                  |                   |
| 2012 | A Bourne-hagyaték                      | The Bourne Legacy                   | Outcome No. 3                          | Szabó Máté        |
| 2012 | Nem hátrálunk meg                      | Won't Back Down                     | Michael Perry                          | Posta Victor      |
| 2013 | Llewyn Davis világa                    | Inside Llewyn Davis                 | Llewyn Davis                           | Szabó Máté        |
| 2013 | Titokban                               | In Secret                           | Laurent LeClaire                       | Varga Gábor       |
| 2014 | Kétarcú január                         | The Two Faces of January            | Rydal Keener                           | Papp Dániel       |
| 2014 |                                        | Ticky Tacky (rövidfilm)             | Lucien                                 |                   |
| 2014 | Egy durva év                           | A Most Violent Year                 | Abel Morales                           | Dolmány Attila    |
| 2015 | Ex Machina                             | Ex Machina                          | Nathan Bateman                         | Dolmány Attila    |
| 2015 | Mojave                                 | Mojave                              | John "Jack" Jackson                    | Dolmány Attila    |
| 2015 | Star Wars VII. rész – Az ébredő Erő    | Star Wars: The Force Awakens        | Poe Dameron                            | Rajkai Zoltán     |
| 2016 | X-Men: Apokalipszis                    | X-Men: Apocalypse                   | En Sabah Nur / Apokalipszis            | Széles Tamás      |
| 2016 | Az ígéret                              | The Promise                         | Mikael Boghosian                       | Rajkai Zoltán     |
| 2017 |                                        | Lightningface (rövidfilm)           | Basil Stitt (vezető producer is)       |                   |
| 2017 | Suburbicon – Tiszta udvar, rendes ház  | Suburbicon                          | Bud Cooper                             | Szabó Máté        |
| 2017 | Star Wars VIII. rész – Az utolsó jedik | Star Wars: The Last Jedi            | Poe Dameron                            | Rajkai Zoltán     |
| 2018 | Expedíció                              | Annihilation                        | Kane                                   |                   |
| 2018 | A végső hadművelet                     | Operation Finale                    | Peter Malkin (producer is)             |                   |
| 2018 | Van Gogh az örökkévalóság kapujában    | At Eternity's Gate                  | Paul Gauguin                           | Stohl András      |
| 2018 | Az élet maga                           | Life Itself                         | Will Dempsey                           | Welker Gábor      |
| 2018 | Pókember: Irány a Pókverzum!           | Spider-Man: Into the Spider-Verse   | Miguel O'Hara / Pókember 2099          | Welker Gábor      |
| 2019 | Határok mentén                         | Triple Frontier                     | Santiago "Pope" Garcia                 |                   |
| 2019 | Addams Family – A galád család         | The Addams Family                   | Gomez Addams (hangja)                  | Rajkai Zoltán     |
| 2019 | Star Wars IX. rész – Skywalker kora    | Star Wars: The Rise of Skywalker    | Poe Dameron                            | Rajkai Zoltán     |
| 2020 |                                        | The Letter Room (rövidfilm)         | Richard (vezető producer is)           |                   |
| 2021 | Svindler                               | The Card Counter                    | William Tell                           | Dolmány Attila    |
| 2021 | Dűne                                   | Dune                                | Leto Atreides                          | Rajkai Zoltán     |
| 2021 | Addams Family 2.                       | The Addams Family 2                 | Gomez Addams (hangja)                  | Rajkai Zoltán     |
| 2022 |                                        | Big Gold Brick                      | Anselm (vezető producer is)            |                   |
| 2022 | Pókember: A pókverzumon át             | Spider-Man: Across the Spider-Verse | Miguel O'Hara / Pókember 2099 (hangja) | Zámbori Soma      |
| 2025 | Királyok királya                       | King of Kings                       | Jézus / Sátán (hangja)                 |                   |

### Televízió
| Év        | Magyar cím                       | Eredeti cím                  | Szerep                            | Megjegyzések                                                  |
| --------- | -------------------------------- | ---------------------------- | --------------------------------- | ------------------------------------------------------------- |
| 2006      | Esküdt ellenségek: Bűnös szándék | Law & Order: Criminal Intent | Robbie Paulson                    | 1 epizód                                                      |
| 2015      | Mutassatok egy hőst!             | Show Me a Hero               | Nick Wasicsko                     | 6 epizód                                                      |
| 2018–2019 | Star Wars: Ellenállás            | Star Wars Resistance         | Poe Dameron (hangja)              | - 4 epizód - magyar hangja: - Rajkai Zoltán                   |
| 2021      | Jelenetek egy házasságból        | Scenes from a Marriage       | Jonathan                          | 5 epizód (vezető producer)                                    |
| 2022      |                                  | Saturday Night Live          | önmaga                            | 1 epizód (műsorvezető)                                        |
| 2022      | Holdlovag                        | Moon Knight                  | Marc Spector / Holdlovag          | - 6 epizód - vezető producer - magyar hangja: - Mészáros Béla |
| 2022      | Marvel Studios: Betekintés       | Marvel Studios: Assembled    | önmaga                            | 1 epizód                                                      |
| 2022      | Az utolsó filmcsillagok          | The Last Movie Stars         | Sydney Pollack (hangja)           | 2 epizód                                                      |
| 2024      | Mi lenne, ha…?                   | What If...?                  | Marc Spector / Holdlovag (hangja) | - 1 epizód - magyar hangja: - Mészáros Béla                   |

### Videójátékok
| Év   | Cím                                | Szerep      |
| ---- | ---------------------------------- | ----------- |
| 2015 | Disney Infinity 3.0                | Poe Dameron |
| 2016 | Lego Star Wars: The Force Awakens  | Poe Dameron |
| 2022 | Lego Star Wars: The Skywalker Saga | Poe Dameron |

## Fordítás
Ez a szócikk részben vagy egészben  az   Oscar Isaac című angol Wikipédia-szócikk ezen változatának fordításán alapul.  Az eredeti cikk szerkesztőit annak laptörténete sorolja fel. Ez a jelzés csupán a megfogalmazás eredetét és a szerzői jogokat jelzi, nem szolgál a cikkben szereplő információk forrásmegjelöléseként.